# Sissi Hajtmanek
Sissi Hajtmanek (* 15. November 1972 in Frankfurt am Main als Elisabeth Alexandra Hajtmanek) ist eine deutsche Moderatorin, Korrespondentin und Journalistin.

## Leben und Karriere
Sissi Hajtmanek absolvierte 1993 ihr Abitur am Lessing-Gymnasium in Frankfurt am Main und studierte danach in Marburg, Frankfurt am Main und Mainz Germanistik, Publizistik und Filmwissenschaft mit dem Abschluss Magister.
1999 absolvierte sie eine Banklehre bei der Deutschen Bank in Frankfurt am Main.
Seit 2000 war sie für diverse Hörfunksender tätig und von 2004 bis 2007 als Redakteurin und Reporterin für das Fernsehmagazin „vipshow“. 2007 wurde sie Redakteurin der wieder aufgelegten Karnevalssendung „Hessen lacht zur Fassenacht“ und für die Sendung „Service Trends“.
2007 wechselte sie in den Nachrichtenbereich. Dort arbeitete sie zunächst als Reporterin für Hessen Aktuell und die Hessenschau, bevor sie im Juni 2007 als Moderatorin und Wirtschafts-Redakteurin in die ARD-Börsenredaktion an der Börse Frankfurt wechselte. Von dort berichtete sie als Korrespondentin für die ARD live in der Tagesschau, im Morgenmagazin und im Mittagsmagazin, für Phoenix, Tagesschau 24 und ist als Wirtschaftsexpertin regelmäßiger Talkgast in der TV-Sendung Phoenixrunde.
Von Februar 2017 bis Juni 2017 war sie als Pressesprecherin für das Hessische Ministerium für Wissenschaft und Kunst unter Minister Boris Rhein tätig. Seit Juli 2017 ist sie freie Moderatorin, Medientrainerin und Videoproduzentin. Seit 2021 berichtet sie darüber hinaus für Welt TV und Aktionär TV als Korrespondentin live von der Frankfurter Börse. 

## Film und Fernsehen
Am 6. Juli 2022 startete Netflix die Serie King of Stonks, in der Hajtmanek eine Börsenmoderatorin spielt. Die Serie ist vom Wirecard-Skandal inspiriert und hat im Juni 2022 den renommierten Bernd Burgemeister Fernsehpreis gewonnen.